# Vredens druvor (film)
Vredens druvor (originaltitel: The Grapes of Wrath) är en amerikansk dramafilm från 1940 i regi av John Ford. Manuset, skrivet av Nunnally Johnson, är baserat på romanen Vredens druvor från 1939 av John Steinbeck.

## Handling
En fattig familj från Oklahoma mitt i USA blir utan arbete och söker sig västerut, i hopp om att få arbete, under den stora depressionen. De tillbringar mycket tid på Landsväg 66 mot Kalifornien, som de till slut kommer fram till.

## Rollista i urval

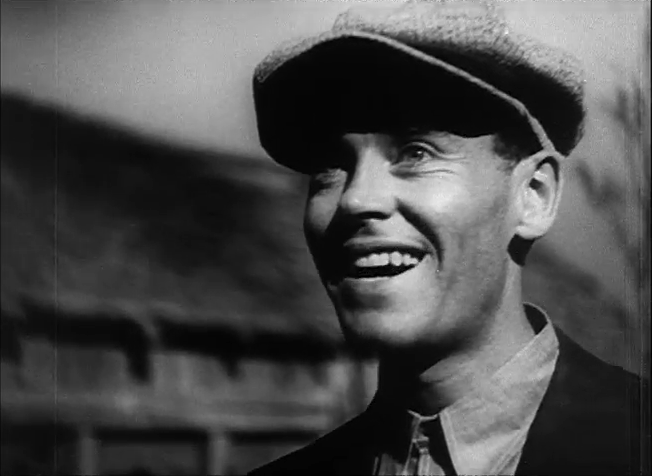
Henry Fonda i rollen som Tom Joad.

| Henry Fonda      | – Tom Joad                     |
| Jane Darwell     | – Ma Joad                      |
| John Carradine   | – Jim Casy                     |
| Charley Grapewin | – William James "Grandpa" Joad |
| Dorris Bowdon    | – Rose-of-Sharon Rivers        |
| Russell Simpson  | – Pa Joad                      |
| O.Z. Whitehead   | – Al Joad                      |
| John Qualen      | – Muley Graves                 |
| Eddie Quillan    | – Connie Rivers                |
| Zeffie Tilbury   | – Grandma Joad                 |
| Frank Sully      | – Noah                         |
| Frank Darien     | – Uncle John                   |
| Darryl Hickman   | – Winfield                     |
| Shirley Mills    | – Ruthie                       |
| Roger Imhof      | – Thomas                       |

## Priser och nomineringar
- Filmen nominerades till sju Oscars och vann två (Jane Darwell bästa kvinnliga biroll och John Ford regissörspriset) vid Oscarsgalan 1941.
- National Board of Review utsåg 1940 Vredens druvor till bästa film.